# Glisoxepide
Glisoxepide (INN) là một loại thuốc chống tiểu đường có sẵn bằng đường uống từ nhóm sulfonylureas. Nó thuộc về sulfonylureas thế hệ thứ hai.